# Lijst van spelers van Stabæk Fotball
Deze lijst omvat voetballers die bij de Noorse voetbalclub Stabæk Fotball spelen of gespeeld hebben. De spelers zijn alfabetisch gerangschikt.

## A
- Richard Ackon
- Enoch Adu
- Alanzinho
- Pål Henning Albertsen
- Torstein Andersen
- Johan Andersson
- Martin Andresen
- Anthony Annan
- Karim Aoudia
- Ulrik Arneberg
- Iven Austbø

## B
- Geir Bakke
- Marel Baldvinsson
- Christer Basma
- Petter Belsvik
- Erik Benjaminsen
- Marcus Bergholtz
- Fredrik Berglund
- Franck Boli
- Frederik Brustad

## C
- Ricardo Clark
- Mads Clausen
- Sean Cunningham

## D
- Diogo Costa
- Mikkel Diskerud

## E
- Bjarni Eiríksson

## F
- Pontus Farnerud
- Samir Fazlagić
- Thomas Finstad
- Jan Åge Fjørtoft
- André Flem
- Petter Furuseth

## G
- Herman Geelmuyden
- Tor Gromstad
- Tryggvi Guðmundsson
- Veigar Gunnarsson

## H
- Adnan Haidar
- Jørgen Hammer
- David Hanssen
- Henning Hauger
- Bjarte Haugsdal
- Trond Haugstad
- Vegar Hedenstad
- Marius Helle
- Espen Hoff
- Bjørnar Holmvik
- Christian Holter
- Jon Inge Høiland
- Bernt Hulsker

## I
- Dennis Iliohan
- Espen Isaksen

## J
- Andrew Jacobson
- Jesper Jansson
- Kristoffer Jensen
- Mads Jørgensen

## K
- Kjell Kaasa
- Ola Kamara
- Markus Karlsson
- Christian Keller
- Mike Kjølø
- Christer Kleiven
- Jon Knudsen
- Daigo Kobayashi
- Axel Kolle

## L
- Jan Kjell Larsen
- Andreas Leirvik
- Lenílson
- Fredrik Levorstad
- Tobias Linderoth
- Karl Petter Løken

## M
- Sayouba Mandé
- Erik Markegård
- Pétur Marteinsson
- Andreas Mayer
- Gilles Mbang Ondo
- Christian Michelsen
- André Muri

## N
- Daniel Nannskog
- Marcus Nilsson
- Espen Nystuen

## O
- Stian Ohr
- Alain Ollé Ollé
- Espen Olsen
- Frode Olsen
- Inge André Olsen
- Kristian Onstad

## P
- Tobias Pachonik
- Pálmi Pálmason
- Joakim Persson
- Branimir Poljac

## R
- Fredrik Risp
- Thomas Rogne
- Anders Rotevatn
- Jonas Rygg

## S
- Peter Sand
- Niklas Sandberg
- Pontus Segerström
- Johannes Sejersted Bødtker
- Zdeněk Šenkeřík
- Helgi Sigurðsson
- Haris Skenderovic
- John Arvid Skistad
- Jørgen Skjelvik
- Morten Skjønsberg
- Håkon Skogseid
- Stian Sortevik
- Arild Stavrum
- Lennart Steffensen
- Tommy Stenersen
- Herman Stengel
- Tom Stenvoll
- Michael Stephens
- Mads Stokkelien
- Andreas Strand
- Christian Sund
- Niclas Svensson
- Tommy Svindal Larsen

## T
- Christian Tanum
- Somen Tchoyi
- Morten Thorsby
- Jan Tømmernes

## V
- Bjørn Viljugrein

## W
- Jens Waltorp Sørensen
- Christian Wilhelmsson
- Samuel Wowoah

Clubs: Aalesunds FK · Alta IF · SK Brann · Bryne FK ·  Fredrikstad FK · FK Haugesund · Hønefoss BK · Kongsvinger IL · Lillestrøm SK · FC Lyn Oslo · Molde FK · Moss FK · Odd Grenland · Rosenborg BK · Stabæk Fotball · IK Start · Strømsgodset IF · Tromsø IL · Vålerenga IF ·  Viking FK

Lijsten van voetballers van Noorse clubs: Aalesunds FK · Alta IF · SK Brann · Bryne FK · Fredrikstad FK · FK Haugesund · Hønefoss BK · Kongsvinger IL · Lillestrøm SK · FC Lyn Oslo · Molde FK · Moss FK · Odd Grenland · Rosenborg BK · Stabæk Fotball · IK Start · Strømsgodset IF · Tromsø IL · Vålerenga IF · Viking FK